# Félix Tisserand
Pour les articles homonymes, voir Tisserand.
François Félix Tisserand, né le 13 janvier 1845 à Nuits-Saint-Georges et mort le 20 octobre 1896 à Paris (14e), est un astronome français.
Louis Pasteur l'a comparé à Victor Puiseux, astronome dont il fut le successeur à l'Observatoire de Paris.

## Biographie
Admis à l’École Normale Supérieure en 1863, il ne fut professeur au lycée Fabert de Metz qu’un mois : Urbain Le Verrier lui avait offert d’emblée un poste d’astronome adjoint à l’Observatoire de Paris (septembre 1866). Il soutint en 1868 sa thèse, consacrée à la méthode de Delaunay, dont il montra toute la généralité. Peu après il partit en mission à l’Isthme de Kra pour y observer l’éclipse solaire de 1868 : cette expédition française était accompagnée du roi Mongkut de Siam, qui avait lui-même calculé la position céleste et la date de l'éclipse deux ans plus tôt, et avait fait aménager un belvédère pour ses hôtes scientifiques.
En 1873 il est nommé directeur de l’Observatoire de Toulouse, où il publie son Recueil d'exercices sur le calcul infinitésimal, et en 1874, il est reçu membre correspondant de l’Académie des Sciences. Il a participé aux expéditions françaises au Japon (1874, avec Jules Janssen), et à la Martinique (1882, avec Guillaume Bigourdan) pour observer les transits de Vénus. Il est élu membre titulaire de l'Académie des sciences en 1878 au siège de Le Verrier, et est nommé membre du Bureau des Longitudes. En 1878 il épouse Jeanne Marie Seignouret, morte deux ans plus tard et en 1885 il épouse Louise Desplechin. La même année, il est nommé professeur suppléant de Liouville, et en 1883 il succède à Puiseux à la chaire de mécanique céleste de la Sorbonne.
Malgré ses fonctions officielles, Tisserand consacrait l’essentiel de son temps à ses recherches d’astronomie mathématique, comme en témoignent les nombreuses communications insérées dans les Comptes rendus de l’Académie. Il y aborde presque toutes les branches de la mécanique céleste de la fin du XIXe siècle. Son traitement analytique de la capture des comètes dans l’orbite des grandes planètes (Bulletin astronomique, 1889) a été saluée pour sa relative simplicité et son élégance : de ce travail, il a formulé un critère de reconnaissance des comètes périodiques à partir des temps de retour successifs, quelles que soient les perturbations de son orbite provoquées par les planètes.
Son œuvre essentielle, le Traité de mécanique céleste a été comparée en importance à la Mécanique céleste de son illustre prédécesseur Laplace : dans ce traité, il réalise une synthèse élégante des recherches de mécanique céleste menées depuis Laplace. C'est donc un tableau très complet de l'état des connaissances en ce domaine à la fin du XIXe siècle.
Il succéda en 1892 à Mouchez en tant que directeur de l'Observatoire de Paris ; il a assuré une large promotion à la Commission photographique du Ciel qu'il présidait : sous sa direction, la révision du Catalogue d'étoiles de Lalande fut pratiquement menée à son terme, et quatre volumes des Annales de l'Observatoire de Paris montrent les étapes de cet énorme travail. Il était dès les origines rédacteur en chef du Bulletin astronomique, auquel il a aussi apporté plusieurs articles. Il a été emporté à la fleur de l'âge par une congestion cérébrale en son domicile à l'Observatoire de Paris.
Il fut :
- directeur de l'Observatoire de Toulouse,
- directeur de l'Observatoire de Paris,
- professeur d'astronomie mathématique à la faculté des sciences de Paris, Henri Poincaré lui succède à sa mort,
- membre de l'Académie des sciences,
- président de la Société astronomique de France de 1893 à 1895[7].

Félix Tisserand a donné son nom au paramètre de Tisserand. En tant que directeur de l'Observatoire de Paris, il a dirigé le projet « Carte du Ciel », consistant à produire une carte photographique complète du ciel nocturne.

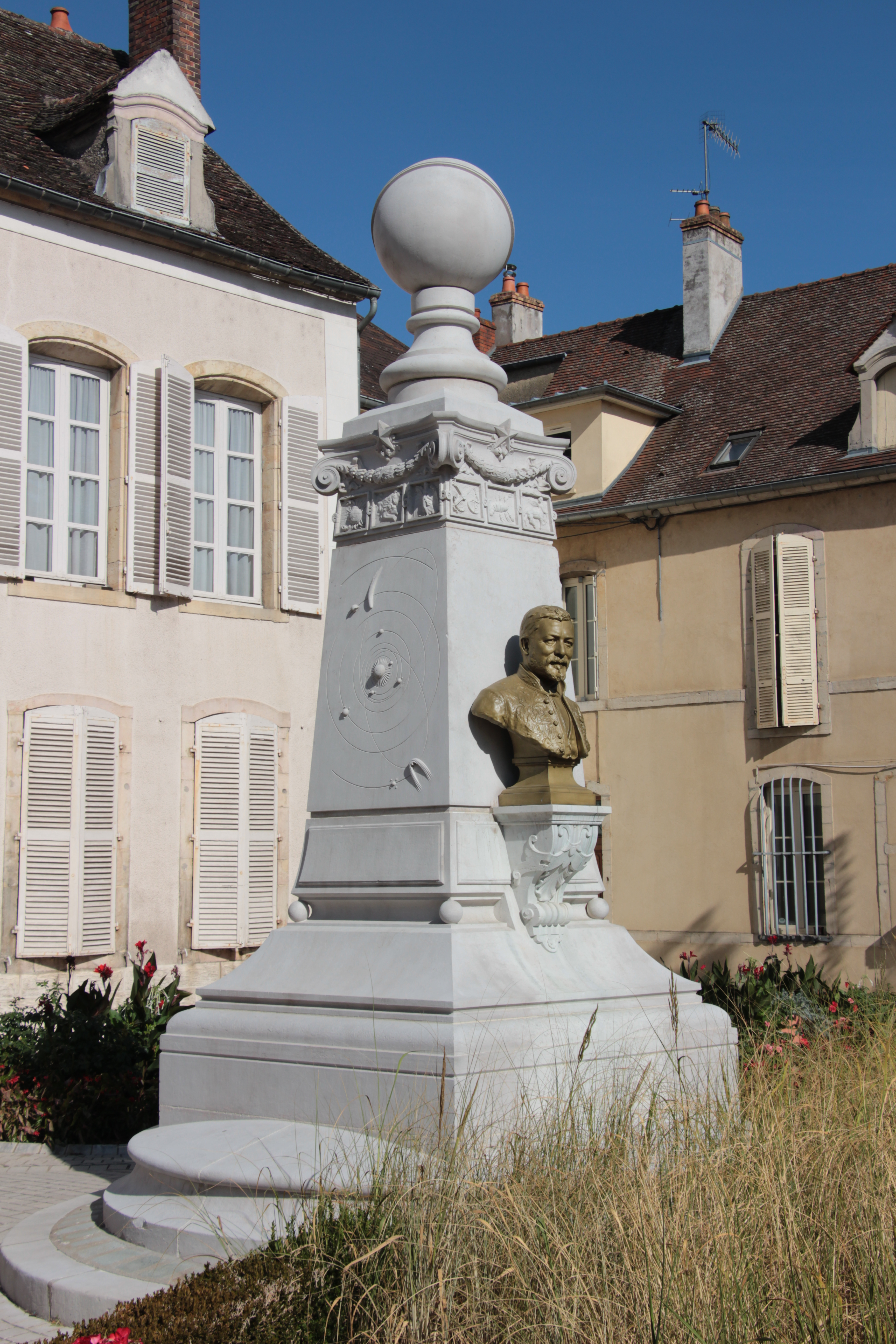
Monument en l'honneur de Félix Tisserand à Nuits-Saint-Georges, sa ville natale.

## Publications (liste partielle)
- Traité de mécanique céleste, 1889–1896 :
  - t. 1 : Perturbations des planètes d'après la méthode de la variation des constantes arbitraires, 1889 ;
  - t. 2 : Théorie de la figure des corps célestes et de leur mouvement de rotation, 1891 ;
  - t. 3 : Exposé de l'ensemble des théories relatives au mouvement de la Lune, 1894 ;
  - t. 4 : Théories des satellites de Jupiter et de Saturne. Perturbations des petites planètes, 1896.
- « Discours de M. Tisserand », dans Discours prononcés à l'occasion de la cérémonie d'inauguration de la statue de Le Verrier, sous la présidence de M. Fallières, ministre de l'instruction publique et des beaux-arts, à l'Observatoire de Paris, le jeudi 27 juin 1889« Le monde céleste, disait Tisserand en 1889, dans son discours devant la statue de Le Verrier, s'agrandit tous les jours. »
- (avec Henri Andoyer) Leçons de cosmographie, 1895

## Éponymie
Sa mémoire est principalement assurée par le paramètre de Tisserand.
- Le collège de Nuits-Saint-Georges, sa ville natale, porte son nom.
- Le cratère lunaire Tisserand (en) est nommé d'après lui.
- (3663) Tisserand, un astéroïde de la ceinture principale, porte son nom[8],[9].